# Целахой
Целахой (чечен. ЦӀийла) — покинутый аул в Итум-Калинском районе Чеченской Республики.

## География
Расположен на правом берегу реки Кериго, к юго-западу от районного центра Итум-Кали.
Ближайшие развалины бывших аулов: на северо-востоке — бывший аул Цацахой и село Тусхарой на северо-западе — бывшие аулы Хорци Пада и Пежей, на юго-востоке — бывший аул Люнки, на востоке — бывший аул Шаккалой и Пэрой, на юго-западе — бывший аул Шундили.